# سيزار كاماتشو كويروس
سيزار كاماتشو كويروس هو محامي وسياسي مكسيكي، ولد في 14 فبراير 1959 في Metepec ‏ في المكسيك. نشط حزبياً في الحزب الثوري المؤسساتي.

## مناصب
- انتخب مراقب الجمعية البرلمانية لمجلس أوروبا ‏ لترشحه ضمن قائمة المكسيك، (25 أبريل 2005 – 25 أبريل 2005).
- انتخب President of the Institutional Revolutionary Party ‏.
- انتخب عضو مجلس الشيوخ المكسيكي ‏.
- انتخب عضو مجلس النواب المكسيك ‏.